# Дайцизау
Дайцизау (нем. Deizisau) — община в Германии, в земле Баден-Вюртемберг.
Подчиняется административному округу Штутгарт. Входит в состав района Эслинген. Население составляет 6420 человек (на 31 декабря 2010 года). Занимает площадь 5,17 км².

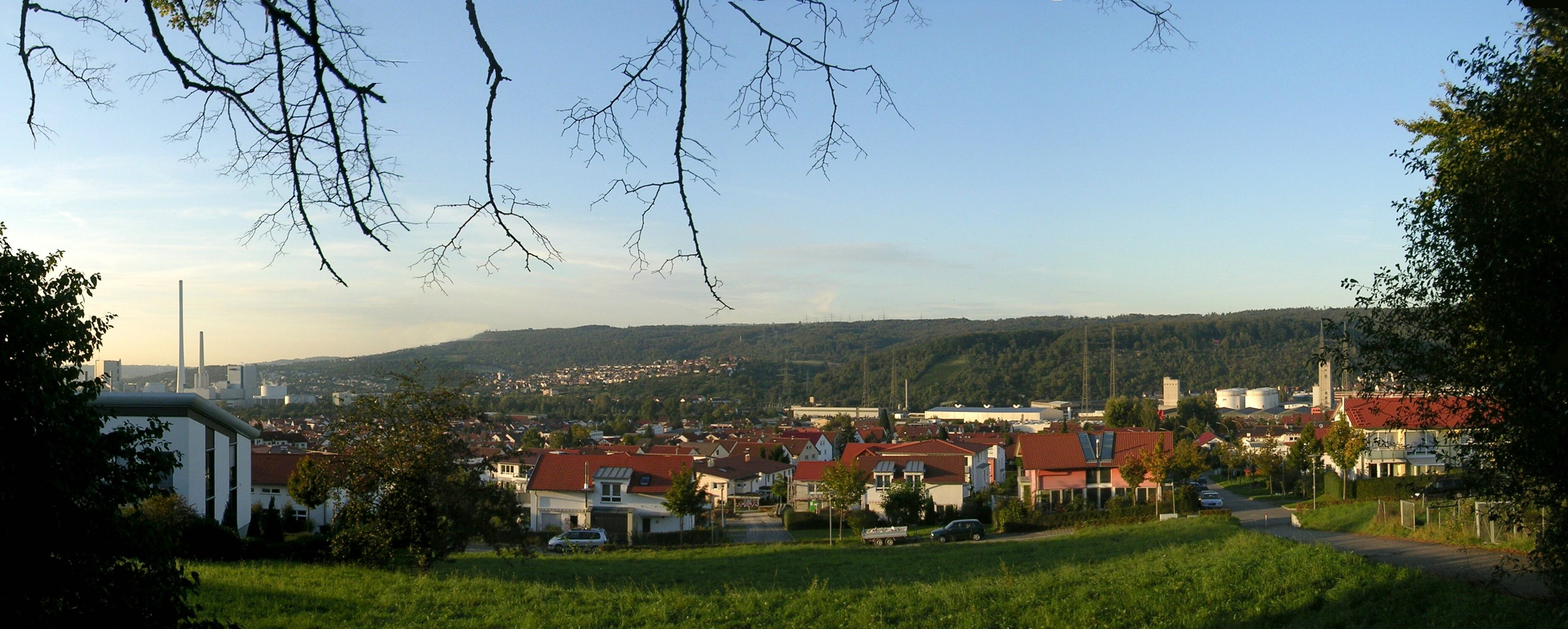
Дайцизау